# Carl Gyllenborg
Carl Gyllenborg [ejtsd: jüllenborh] (Stockholm, 1679. március 11. – Uppsala, 1746. december 9.) svéd államférfi és költő.

## Pályája
Fiatal korában részt vett XII. Károly hadjárataiban, 1703-ban mint követ ment Londonba, ahol azonban az angol kormány 1715-ben mint a Görtz és Alberoni által támogatott jakobita mozgalomnak egyik részesét letartóztatta. Visszatérése után államtitkár, 1718-ban orosz követ, 1720-ban pedig udvari kancellár lett. 1723-ban a birodalmi gyűlés tagjává nevezték ki. 1739-ben Arvid Horn utóda lett a miniszterelnöki széken és 1741-től 1743-ig a törökkel szövetségben a gyűlölt oroszok ellen hadat viselt. A svéd irodalom és a két egyetem felvirágzását hathatósan támogatta és mint költő és író is hírnevet szerzett. Művei közül feljegyzendő: Den svenske Sprätthöken c. vígjátéka és költeményei, melyek csak 1863-ban jelentek meg.